# 32e division d'infanterie (États-Unis)
Pour les articles homonymes, voir 32e division d'infanterie.
La 32e division d'infanterie américaine (32nd Infantry Division) est une division américaine composée d'unités de l'Army National Guard venant du Wisconsin et du Michigan, qui combat lors de la Première Guerre mondiale puis de la Seconde Guerre mondiale. Elle a ses racines dans l'Iron Brigade de la guerre de Sécession, ce qui explique le surnom de la division (Iron Jaw Division). Au cours des durs combats en France lors de la Première Guerre mondiale, elle acquiert rapidement le surnom de Les Terribles (en français), qui se réfère à leur ténacité et de leur capacité à progresser sur des terrains où les autres unités n'y parviennent pas. Ainsi, c'est la première division alliée à percer la ligne Hindenburg et elle adopte son insigne d'épaule, une ligne percée par une flèche rouge, symbolisant sa capacité à percer les lignes adverses. Par la suite, elle est connue sous le nom de la Red Arrow Division (division flèche rouge). 
Au cours de la Seconde Guerre mondiale, la division est titulaire de plusieurs réalisations inédites. C'est la première division américaine à se déployer entièrement en dehors du territoire américain et participe à la guerre du Pacifique, et elle fait partie des sept premières unités de l'US Army et de l'US Marine Corps à combattre lors de l'année 1942 . En décembre 1942, Elle participe en particulier à la bataille de Buna-Gona-Sanananda en Papouasie-Nouvelle-Guinée. De plus, elle continue à combattre des îlots de résistance après la capitulation japonaise. 
Au total, la division totalise 654 jours de combat lors de la Seconde Guerre mondiale, soit plus qu'aucune autre division de l'US Army. Elle est désactivée en 1946, après avoir participé à l'occupation du Japon.
Au cours de l'année 1961, la division est réactivée pour une durée d'un an, dans l'état de Washington, lors de la crise de Berlin. En 1967, la 32e division d'infanterie, comprenant uniquement des unités du Wisconsin, est désactivée à nouveau et réorganisée en tant que 32e brigade d'infanterie, principale unité de la Garde nationale du Wisconsin.

## Membres médaillés de la division
Onze soldats sont récompensés de la Medal of Honor au cours de leur service dans la division, tous pour des actions durant la Seconde Guerre mondiale. 
- Private first class Thomas E. Atkins,
- Private Donald R. Lobaugh,
- Private first class David M. Gonzales,
- Staff Sergeant Ysmael R. Villegas,
- Private first class Dirk J. Vlug,
- Staff Sergeant Gerald L. Endl,
- Sergeant Kenneth E. Gruennert,
- First Sergeant Elmer J. Burr,
- Sergeant Leroy Johnson,
- Private first class William A. McWhorter et
- Private first class William R. Shockley.